# Otto Møller
Lars Otto Møller, född 20 februari 1831, död 13 januari 1915, var en dansk präst.
Møller var kyrkoherde i Gylling. Møller, som var grundtvigian, gav i skrift och genom personligt inflytande betydelsefull bidrag till lösningen av då aktuella problem, bland annat om den moderna bibelforskningen, där han intog en förmedlande hållning, samt mot fritänkeriet, för Sønderjyllands återställande med mera.